# Paris-Roubaix 1963
La 61e édition de la course cycliste Paris-Roubaix a eu lieu le 7 avril 1963 et a été remportée par le Belge Emile Daems, deuxième l'année précédente. Il s'est imposé en battant au sprint 11 coureurs.

## Classement final
|    | Cycliste           | Pays        | Équipe                   | Temps           |
| -- | ------------------ | ----------- | ------------------------ | --------------- |
| 1  | Emile Daems        | Belgique    | Peugeot-BP               | 7 h 03 min 33 s |
| 2  | Rik Van Looy       | Belgique    | G.B.C.-Libertas          | m.t.            |
| 3  | Jan Janssen        | Pays-Bas    | Pelforth-Sauvage-Lejeune | m.t.            |
| 4  | Marcel Janssens    | Belgique    | Solo-Terrot              | m.t.            |
| 5  | Armand Desmet      | Belgique    | Faema-Flandria           | m.t.            |
| 6  | Raymond Poulidor   | France      | Mercier-BP-Hutchinson    | m.t.            |
| 7  | Peter Post         | Pays-Bas    | Dr. Mann                 | m.t.            |
| 8  | Tom Simpson        | Royaume-Uni | Peugeot-BP               | m.t.            |
| 9  | Arthur de Cabooter | Belgique    | Solo-Terrot              | m.t.            |
| 10 | Jozef Planckaert   | Belgique    | Faema-Flandria           | m.t.            |